# 小川悦司 (ミュージシャン)
小川 悦司（おがわ えつじ、1963年 - ）は、日本のギタリスト、作曲家、編曲家、音楽プロデューサー。東京都出身。

## 経歴

### ギタリストとして
10歳からギターを始め、大学在学中から音楽の仕事に関わる。卒業後はTwilights、竹本孝之バンド、劇団四季、チョン・ドンソク、キム・ジュンヒョンをはじめ様々なアーティストをサポート。中川ひろたか・ケロポンズなど小さな子供や親子を対象としたものから、五十嵐はるみ、森口博子、マルシアなどのライブなどにも参加する。一方、スタジオワークとしてNHK「生きもの地球紀行」やテレビ東京「おはスタ」、アニメ「グラゼニ」、「にほんごであそぼ」などのテレビ関連作品や、Twilightsでの盟友・岡田奈生（元SALLY）が手掛けた「Bビーダマン爆外伝」、「ウィザードリィ外伝」のサントラでは小谷野謙一の楽曲で演奏し、小谷野が手がけた「ポケットモンスター ベストウイッシュ」の第一期OPテーマでも共演している。そのほか松田聖子、楠田亜衣奈、今井優子、山下伶、藤澤ノリマサ、小笠原仁、mixbell､真岡ミュージカルなどの作品にも参加している。氏家克典 Super Project、五十嵐はるみ、自らがリーダーを務めるジャズ・コンボなどでライブ活動も行っている。演奏スタイルはアコースティック・ギター・エレクトリック・ギター、ロックからジャズまで幅広くこなすマルチスタイルだが、特にソウル系〜ジャズ系を得意とする。
近年は作曲家・編曲家・音楽プロデューサーとしてのスタジオワークをメインにしながら、米澤美玖グループでのライブ、Carl Martin、Morleyなどのエフェクトの技術デモンストレーターや、MusicTrackにて各楽器メーカーの製品紹介ムービーを手がけYouTubeに公開している。

### プロデューサー・作曲家・編曲家として
プロデューサーとして米澤美玖の7枚のアルバムを手がけ、Amazon Music「日本のJAZZ」ランキングで100日以上のベストセラー1位を獲得するほか、そのうち2枚のアルバムがJazz Japan Award 2019 ニュースター部門を受賞。米澤のスピンアウトユニット「Project M」でも3枚のアルバムをプロデュースしている。折重由美子の「風のおもちゃばこ」へのアレンジ参加、櫻井哲夫のツアー用オケの制作、梶原順、川口千里、大髙清美らのDVDに楽曲的提供、ユッコ・ミラーとのコラボレーション作品を発表するなど近年はジャズ系、フュージョン系の器楽曲を多く手がける。notall、五十嵐はるみ、Jazz Lady Project、田中淳子などのアルバム、ブルース・エンジェルス、楠城華子、グロリエッタなどを手がけ、マニピュレーターとしても中西圭三の作品に参加。2018年10月、全楽曲をDTM・ギターだけで作った1stソロアルバム「An Ever-changing Scene」に続いて2019年には2ndアルバム「Colors of Life」をリリース。ゲームミュージックでは、任天堂Wii向けソフト「アイシールド21 フィールド最強の戦士たち」などがある。その作風は幅広く、テクノ、ハウス、トランス、ヒップホップ、往年の歌謡曲スタイルまでカバーする。

## DTM
「DTM magazine」に20年以上に渡り音源付の連載を持っていたことに加え、2008年にはデアゴスティーニ・ジャパンが創刊した「週刊マイミュージックスタジオ」を監修、隔週刊「ボカロPになりたい!」へのデモ楽曲提供をはじめ、Ability、Singer Song Writer（以下SSW）やMIXTURE、ヤマハ・MUシリーズやHELLO!MUSIC!などのシーケンスソフトのパッケージにデモ曲が収録されていることなどもあり、DTMというフィールドでは特にその知名度が高い。かつては「コンピュータミュージックマガジン」や「デジミュ」などDTM専門誌などにも連載や楽曲提供を行ってきたほか、月刊アスキーなどでも製品レビューを掲載、各種ムックの執筆も手がけている。近年は「Sound Designer」に度々寄稿している。同時に雑誌やDTM製品などで音楽制作のためのWAV素材やMIDIデータも提供しており、その作品点数は3000点を超える。そのほか、WPC EXPOやIMSTA FESTAなどのイベントでDTM製品のデモやセミナー、TVやラジオへの出演、製品解説VTRへの出演など幅広く活動している。VOCALOIDの「がくっぽいど」「Megpoid」「kokone」などの開発にも関わっておりVOCALOID系のセミナーなどで講演することもある。「ボカロPになりたい!」のテクニカルライターとして楽曲付きの連載も手がけている。DTM関連のデモ、サンプル等の発表楽曲数は1000曲以上、また関連著作物の総発行数は1,000万部を超えている。

## 楽曲制作、楽曲提供
- DTM magazine 様々な音源/ソフトをフィーチャーしたオリジナル曲の発表。
- ボカロPになりたい! デモ楽曲提供。
- 週刊マイミュージックスタジオ CM、監修および音楽コンテンツ制作
- ヤマハ・MUシリーズ（500, 1000, 2000EX, DTXtream, HELLO!MUSIC!など）デモ曲とエフェクト・プリセットのコーディネート。
- ローランド Studio Box PR VTR
- INTERNET（SSWシリーズ、MIXTURE、ボーカロイドシリーズ）
- フジテレビジョン「笑っていいとも!」クリスマス特大号
- tvk「ヨコハマミュージックエクスプローラー」
- パナソニック
  - P900i PV
  - A500 PV
- PAOS 中西元男事務所PR VTR
- ユニバーサル・スタジオ・ジャパン サウンドデザイン
- 2006北京モーターショー・ダイハツブース音楽
- ドラマーズ・ソングブック（ALFANOTE）
- 大髙清美　オルガンの流儀（ALFANOTE）
- 梶原順 ギターレコーディングの流儀（ALFANOTE）
- 川口千里 密着age18-20〜千里の道も一歩から メジャーの先へ〜（ALFANOTE）

## イベント、テレビ、ラジオ関連
- グッド!モーニング（テレビ朝日）にて音楽解説
- 情熱大陸（毎日放送）鬼龍院翔密着回に出演、鬼龍院の恩師として紹介される
- タモリ倶楽部（テレビ朝日）デモ
- やぐちひとりゲスト
- WONDERFUL WORLD（TOKYO FM）ゲスト
- 五十嵐はるみのソー・ナイス（FM大阪）ゲスト
- WPC EXPO（2000年 - 2005年）デモ
- IMSTA FESTA 2008デモ
- MORLEYデモVTR
- Carl Martin デモVTR
- AERデモVTR
- InterBEE 2011ヤマハブースデモ演奏
- ヤマハ コマーシャルオーディオ新製品発表会デモ演奏（2012-）
- 楽器フェア・デモ演奏（2014-）
  - インターネットブース
  - フックアップブース　デモ演奏（2014-）
- フラワーコミュニティ放送
  - Wmibaスペシャル　番組プロデューサー
  - 米澤美玖の人生アドリブですよね⁉　番組プロデューサー
- Wmibaワールドミュージックインターネット放送協会　プロデューサー
- FMYY
  - 「ワンコイン」テーマソング、BGM
  - 「羽生知生歌って元気!」BGM
  - 「KOBEビジョンひろめ隊」BGM
  - 「われら学校放送部」BGM
- 熊本シティエフエム「朝リズム」
- 岡山放送　「金バク!」
- テレビ長崎「KTN みんなのニュース」
- テレビ山梨「ウッティタウン6丁目」
- 大分放送「激論おおいた生」
- 宮崎放送「MRTニュース Next」
- サガテレビ「カチカチPress（3部）」
- 群馬テレビ「JAみどりの風」
- 秋田テレビ「土曜LIVE!あきた」

## 出版・関連著作
- DTM magazine（1996-2016年） - 連載
- ボカロPになりたい!　連載
- 週刊マイミュージックスタジオ全80巻
- デジミュ - 連載
- コンピューター・ミュージック・マガジン - 連載
- 月刊アスキー - 記事執筆
- Cakewalk SONAR完全攻略ガイド（寺島情報企画） - 監修・共著
- SC-88Proテクニカル・ガイド（BNN） - 共著
- Sound Blaster Live!（ソフトバンク） - 共著
- プロフェッショナルCDR活用術（宝島社）- 共著
- RealLoops 1&2 - 監修、制作
- DVD初歩から始める!作曲の本 [単行本]（東西社） - 著者
- J-POP スーパーアレンジテクニック -プロが教えるヒット曲の仕組み- [単行本] -著者
- DTMで簡単作曲入門[DVD] -監修、制作-
- ミュージシャン・金のバイブル〜音楽家になるための89の心得〜[単行本] （シンコーミュージック） - 著者
- JC120のポテンシャルを200%引き出す極意[DVD]（アルファノート） - 出演、インストラクター-
- Let'sアニソンエクササイズ[DVD]（廣済堂出版） -音楽監修-
- DTMリアル打ち込みテクニック[単行本]（ヤマハミュージックメディア） - 著者
- 1stソロアルバム「An Ever-changing Scene」2018年10月17日リリース